# Cueva del Hierro
Cueva del Hierro è un comune spagnolo di 35 abitanti situato nella comunità autonoma di Castiglia-La Mancia.